# Blackfin

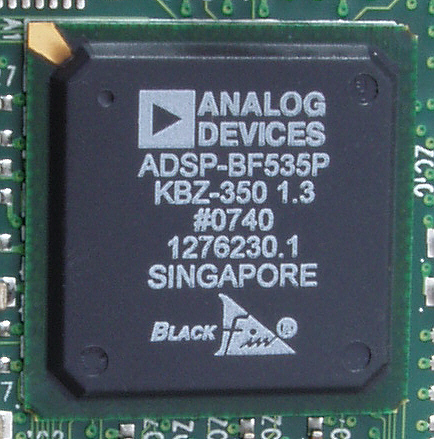
Chip Blackfin producido por Analog Devices

Blackfin se refiere a una familia de microprocesadores de 16/32-bits que incorporan funciones de procesamiento digital de señal (DSP), que son acompañados solamente por un pequeño microcontrolador con un rendimiento energético eficiente.
El procesador es producido por Analog Devices y está disponible Linux para estos procesadores.